# Минимална работна заплата в Израел
Минималната работна заплата в Израел е най-ниското месечно или почасово възнаграждение, което работодателите се задължават да заплащат на работниците си. Сумата се определя от правителството на Израел.
Минималната работна заплата се регулира от „Закона за минималната работна заплата“ (на иврит: חוק שכר מינימום) от 1987 г. (преди това е регулирана от Колективния договор за Кибуците Хескем).
От декември 2017 г. месечната минимална заплата в Израел е определена на 5300 израелски шекели, а минималното заплащане на ден е 245 израелски шекели.

## Проблеми
Според изследване на „Център Адва“, докато през 1994 г. 27% от служителите са получавали заплати под минималната работна заплата, през 2002 г. този брой е нараснал до 31,7%. По-голямата част от хората с минимална заплата в Израел са жени. В бизнес сектора между 1990 г. и 2009 г. броят на служителите, получаващи минимална работна заплата за почасова работа, е около 17%, докато за месечните заплати броят на тези работници е 21%.